# Minnesota Fighting Saints
Minnesota Fighting Saints byl profesionální americký klub ledního hokeje, který sídlil v Saint Paulu ve státě Minnesota. V letech 1972–1977 působil v profesionální soutěži World Hockey Association. Fighting Saints ve své poslední sezóně v WHA skončily v základní části. Své domácí zápasy odehrával v hale St. Paul Civic Center s kapacitou 16 000 diváků. Klubové barvy byly královská modř, zlatá a bílá.
V roce 1976 byl klub sloučen s Clevelandem Crusaders.

## Umístění v jednotlivých sezonách
Stručný přehled
Zdroj: 
- 1972–1976: World Hockey Association (Západní divize)
- 1976–1977: World Hockey Association (Východní divize)

Jednotlivé ročníky
Zdroj: 
Legenda: Z - zápasy, V - výhry, VP - výhry v prodloužení, R - remízy, P - porážky, PP - porážky v prodloužení, VG - vstřelené góly, OG - obdržené góly, +/- - rozdíl skóre, B - body, KPW - Konference Prince z Walesu, CK - Campbellova konference, ZK - Západní konference, VK - Východní konference, fialové podbarvení - reorganizace, změna skupiny či soutěže
| USA / Kanada (1972 – 1977) |                       |        |    |    |    |   |    |    |     |     |     |    |        |             |
| Sezóny                     | Liga                  | Úroveň | Z  | V  | VP | R | PP | P  | VG  | OG  | +/- | B  | Pozice | Play-off    |
| 1972/73                    | WHA (Západní divize)  | –      | 78 | 38 | –  | 3 | –  | 37 | 250 | 269 | -19 | 79 | 4.     | Čtvrtfinále |
| 1973/74                    | WHA (Západní divize)  | –      | 78 | 44 | –  | 2 | –  | 32 | 332 | 275 | +57 | 90 | 2.     | Semifinále  |
| 1974/75                    | WHA (Západní divize)  | –      | 78 | 42 | –  | 3 | –  | 33 | 308 | 279 | +29 | 87 | 3.     | Semifinále  |
| 1975/76                    | WHA (Západní divize)  | –      | 59 | 30 | –  | 4 | –  | 25 | 211 | 212 | -1  | 64 | 4.     | –           |
| 1976/77                    | WHA (Východní divize) | –      | 42 | 19 | –  | 5 | –  | 18 | 136 | 129 | +7  | 43 | 6.     | –           |